# W.M.
W.M. war eine ungarische Automarke.

## Unternehmensgeschichte
Das Unternehmen Manfréd Weiss Stahl- und Metallwerke AG Csepel aus Budapest stellte zwischen 1927 und 1930 Automobile her, die als WM vermarktet wurden.

## Fahrzeuge
Diese Fahrzeuge waren vom Unternehmen selbst entwickelt worden. Für den Antrieb sorgte ein Vierzylinder-Zweitaktmotor mit 750 cm³ Hubraum. 1928 wurde der Hubraum auf 875 cm³ erhöht. 1929 nahm eines dieser Fahrzeuge an der Rallye Monte Carlo teil.